# 白顶啄羊鹦鹉
，是鹦鹉目鸮面鹦鹉科的一种鸟类。
白顶啄羊鹦鹉体重约428.01克，翼长约284.3毫米，嘴峰长约55.1毫米，喙宽度约14.4毫米，喙厚度约35.8毫米，跗蹠长约38.2毫米，尾长约172.2毫米。白顶啄羊鹦鹉在其分布区内为留鸟，其栖息在密集的高大树木组成的森林中，食性为草食性。

## 亚种
- 北岛亚种 ：分布于新西兰北岛和邻近的离岛。
- 指名亚种（南岛亚种） ：分布于南岛、斯图尔特岛和邻近的离岛。[4]